# Niñas mal (telenovela)
Niñas mal es una telenovela colombiana emitida y realizada por MTV en asociación con Sony Pictures Televisión, bajo la producción de Teleset. Creada por Claudia Bono y Karin Valecillos. Está basada en la película homónima mexicana.
La telenovela trata sobre la historia de tres adolescentes adineradas de clase alta quienes se meten en graves problemas legales y son enviadas a un «Centro de reeducación social y buenos modales», para acatar las normas y dejar de ser "Niñas mal" para convertirse en "Niñas bien". Las chicas buscan el amor y la amistad y tendrán que lidiar con los problemas que les causa la mala relación con su familia. La primera temporada es protagonizada por Isabel Burr, Carmen Aub y Jéssica Sanjuán.
El tema musical principal de la primera temporada, «Lolita», corre a cargo de la cantante mexicana Belinda. Este tema forma parte del álbum de la cantante, Carpe diem. 
La telenovela también marca un hit en la historia de producción de MTV, ya que es la primera telenovela que fue grabada en Latinoamérica, específicamente en Colombia, y tuvo altos niveles de audiencia nacionales e internacionales. Además fue catalogada como la serie más vista del 2010 en Latinoamérica.
La adaptación de la segunda temporada de la historia está a cargo de las escritoras Mariana Palos y Claudia Bono, con guiones escritos por las mismas. La segunda parte gira en torno a Adela, quien a punto de irse en destino a Nueva York para cumplir sus sueños, recibe una llamada de Maca para que la ayude con las nuevas "Niñas mal" del internado. Adela tendrá nuevas historias, incluyendo un nuevo romance. Es protagonizada por Isabel Burr, Lilo de la Vega, Danny Perea y Pamela Almanza.
El tema principal de la segunda temporada de la serie es, «Agüita», desprendido de la reedición del álbum homónimo de la cantante mexicana Danna Paola.

## Sinopsis

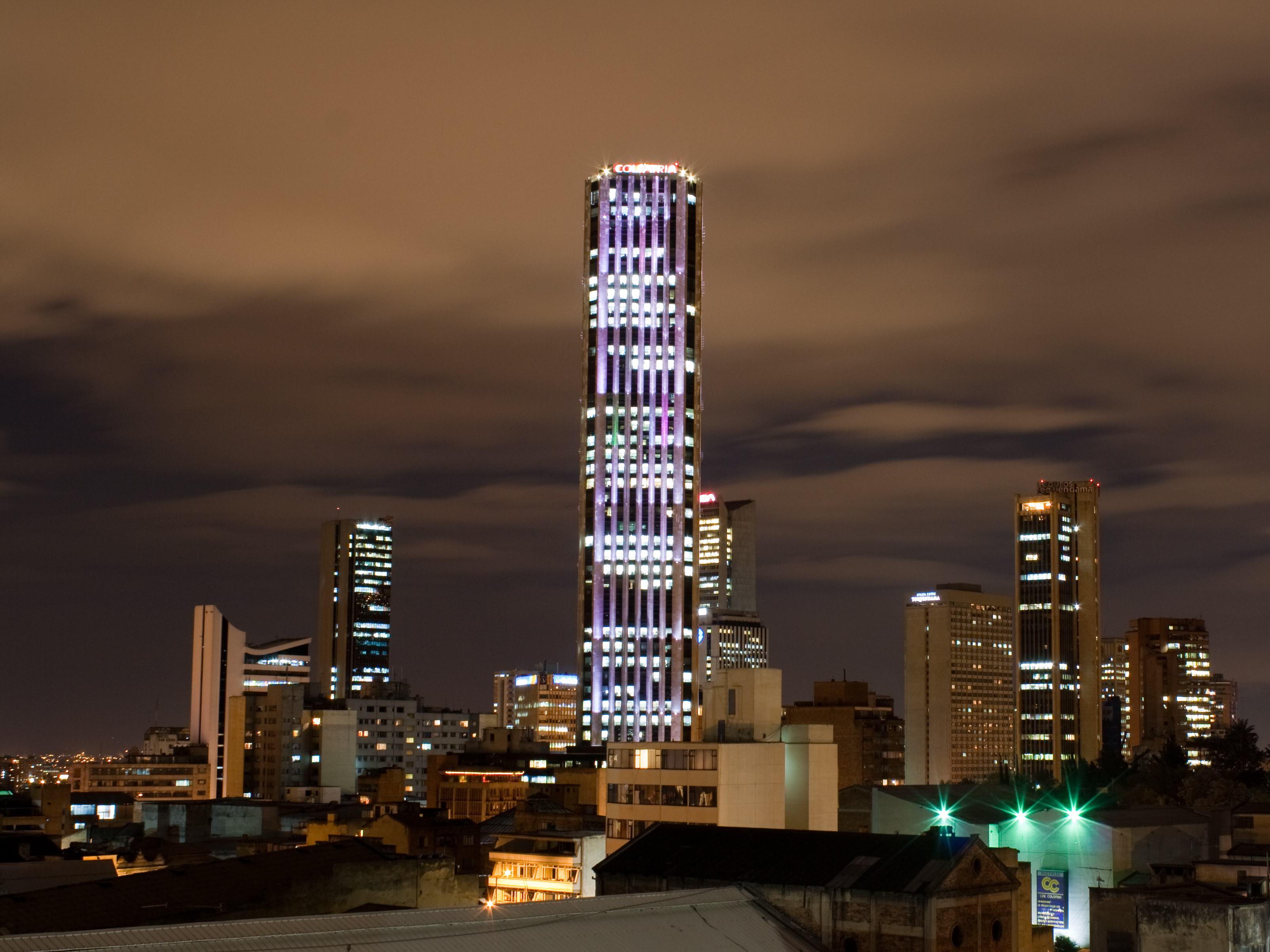
Bogotá, Colombia; Principal localización de grabaciones de Niñas mal

### Primera temporada
Tres adolescentes de la alta sociedad son sentenciadas a permanecer seis meses en un internado, centro de re-educación social. Ellas son Adela Huerta (Isabel Burr), condenada por daño material y alteración del orden público; Nina Sandoval (Jéssica Sanjuán) acusada de manejo con exceso de velocidad, incumplimiento de las leyes de tránsito y destrucción de la propiedad privada; y Greta Domenecci (Carmen Aub) condenada por hurto calificado e incumplimiento de las leyes de tránsito. Hilda Macarena "Maca" de la Fuente (Diana Quijano), dueña de la casa de modales, pasa a ser la tutora legal de las niñas. En el paso por el internado, las chicas intentarán encontrar el valor para sobrevivir a los problemas cotidianos dentro y fuera del lugar. 

### Segunda temporada
Adela Huerta (Isabel Burr) está a punto de mudarse a Nueva York para perseguir sus sueños cuando recibe una llamada que cambia sus planes y su destino. Hilda Macarena "Maca" de la Fuente (Diana Quijano) le pide ayuda a Adela para lidiar con las nuevas “niñas mal” de Casa Maca: Giselle (Lilo de la Vega) obsesionada con el sexo y con sueños de triunfar gracias a su belleza; Clara (Gimena Gómez) una chica muy mentirosa pero con problemas más serios y Renata (Fernanda Moyano), una chica solamente se comunica con la pintura. Más tarde se integran Paloma (Danny Perea), una inteligente pero temperamental socialité convertida en delincuente profesional por haberse enamorado de León (Emmanuel Orenday) un ladrón profesional; y Corina (Pamela Almanza), obsesionada con el orden y adicta a los deportes. Con la ayuda de Pauline (Shopie Gomez), tratara de hacer de estas niñas mal unas niñas bien. Y como si Adela no tuviera suficientes problemas, se enamorará de Álex (Juan Pablo Gil), un “niño mal” que hará estallar sus hormonas como nunca antes y la hará quebrar su más firme convicción de nunca más volverse a enamorar

## Producción

### Primera temporada
La producción de 70 episodios comenzó en junio de 2010 en Bogotá, Colombia. Teleset S. A., la casa productora local de SPT, proveyó su amplia experiencia en ese país y es la productora local del nuevo programa. Niñas mal se estrenó por MTV Latinoamérica en el cuarto trimestre de 2010 y cuenta con distribución adicional a través de MTV Tr3s en los Estados Unidos y de VH1 Brasil. Fernando Gastón, Vicepresidente Senior de Contenido MTV/VH1 Latinoamérica y Marlon Quintero, Vicepresidente de Desarrollo y Producciones Actuales de Sony Pictures Television son los productores ejecutivos. La novela es producida en alta definición en español y fue subtitulada en portugués (Meninas Malvadas) para la audiencia de VH1 en Brasil. La serie vivirá también fuera de la pantalla a través de plataformas digitales que incluyen web, SMS, móvil y formatos de redes sociales.

### Segunda temporada
El 20 de diciembre de 2012, Eduardo Lebrija, director general de Viacom, más específicamente para MTV Latinoamérica confirmó una segunda temporada. La producción de 70 episodios fue grabada totalmente en alta definición en la Ciudad de México en interiores y locaciones externas. Algunos actores confirmaron su participación, entre ellos la colombiana Lilo De La Vega, la danesa Danny Perea y los mexicanos Isabel Burr, Daniel Tovar y Emmanuel Orenday, la peruana Diana Quijano. En el segundo teaser promocional se confirmó definitivamente que Isabel Burr volvería para la segunda temporada, esta noticia causó mucha polémica en las redes sociales, con la etiqueta #VuelveAdela.

«No puedo de la emoción de volver a interpretar a Adela y más ahora grabando en México. Veremos qué le espera a Adela ahora que tendrá el rol contra el que tanto se rebelaba en la primera temporada».
Isabel Burr

«Era fan de la primera temporada y estar en esta nueva entrega es muy importante para mí. Estoy seguro que habrá una química instantánea con el nuevo elenco, sobre todo con las guapas y talentosas niñas mal».
Juan Pablo Gil

Esta se estrenó en el cuarto trimestre de 2013 y contó con la distribución internacional con su estreno en MTV Tr3s en Estados Unidos. En 2014 fue estrenada en televisión abierta.

#### Lanzamiento
El 22 de julio de 2013, salió al aire el primer teaser promocional de la serie, anunciando que próximamente se estrenaría la serie. El 5 de agosto se estrenó el segundo teaser promocional donde se confirmó que Isabel Burr regresaría para la segunda temporada. En el programa especial Making la Novela, que fue estrenado el 25 de julio de 2013, luego de los MTV Video Music Awards 2013, se explicó con detalles lo que se vería en esta temporada. La misma se estrenó el 9 de septiembre en MTV Latinoamérica. El 27 de agosto se anunció que DLA firmó un acuerdo con Viacom que le permitirá ofrecer, de forma exclusiva, los episodios de la segunda temporada de la teleserie en su producto VOD vía streaming, a partir del 2 de septiembre.

## Temporadas
| Temporada | Temporada | Episodios | Emisión original         | Emisión original        |
| Temporada | Temporada | Episodios | Primera emisión          | Última emisión          |
| --------- | --------- | --------- | ------------------------ | ----------------------- |
|           | 1         | 70        | 13 de septiembre de 2010 | 17 de diciembre de 2010 |
|           | 2         | 70        | 9 de septiembre de 2013  | 13 de diciembre de 2013 |

## Reparto
| Interpretado por        | Personaje                     | Temporada             | Temporada              |
| Interpretado por        | Personaje                     | 1                     | 2                      |
| Protagonistas           | Protagonistas                 | Protagonistas         | Protagonistas          |
| ----------------------- | ----------------------------- | --------------------- | ---------------------- |
| Isabel Burr             | Adela Huerta Alba             | Protagonista          | Protagonista           |
| Carmen Aub              | Greta Domeneschi Wurtz        | Protagonista          |                        |
| Jéssica Sanjuán         | Nina Sandoval Burgos          | Protagonista          |                        |
| Ana María Aguilera      | Pía Montoya Cárdenas          | Coprotagonista        |                        |
| Patricia Bermúdez       | Valentina Rubiales Hinojosa   | Coprotagonista        |                        |
| María Teresa Barreto    | Marisa Ornelas de la Torre    | Coprotagonista        |                        |
| Carlos Arturo Buelvas   | Ignacio "Nacho" Paternain     | Coprotagonista        |                        |
| Carlos Torres           | Enrique "Kike" Linares        | Antagonista Principal |                        |
| Emerson Rodríguez Gómez | Emiliano Bustamante           | Coprotagonista        |                        |
| Daniel Tovar            | José de Jesús "Piti"          | Coprotagonista        | Coprotagonista         |
| Ricardo Polanco         | Axl                           | Coprotagonista        |                        |
| Julián Caicedo          | Fatu                          | Coprotagonista        |                        |
| Danny Perea             | Paloma Zuluaga                |                       | Antagonista Principal  |
| Lilo de la Vega         | Giselle Letona Correa         |                       | Protagonista           |
| Pamela Almanza          | Corina Alonso                 |                       | Protagonista           |
| Gimena Gómez            | Clara Palacios                |                       | Coprotagonista         |
| Fernanda Moyano         | Renata García Moreno          |                       | Coprotagonista         |
| Juan Pablo Gil          | Alex de la Fuente             |                       | Coprotagonista         |
| Emmanuel Orenday        | León Mora                     |                       | Antagonista            |
| Jorge Luis Moreno       | Moises "Moi" Agami            |                       | Coprotagonista         |
| Mauricio Garza          | Julio Julito César Ahumada    |                       | Coprotagonista         |
| Secundarios             |                               |                       |                        |
| Carlos Posada           | Martín Huerta                 | Secundario            | Secundario             |
| Diana Quijano           | Hilda Macarena de la Fuente † | Secundaria            | Invitada               |
| María Penagos           | Teodora "Teo" Márquez         | Secundaria            |                        |
| Aislinn Derbez          | Brenda                        | Secundaria            |                        |
| Sara Cobo               | Ic "Imposible Corregir"       | Secundaria            |                        |
| Paola Cano              | Lucy                          | Invitada              |                        |
| Shopie Gomez            | Pauline Miller Jesús          |                       | Secundaria             |
| Román Camara            | Ramón                         |                       | Secundario             |
| Elsy Reyes              | Deborah Zulugua               |                       | Antagonista Secundaria |
| Opi Domínguez           | Italia "Florencia" Salas      |                       | Antagonista Secundaria |
| Ana María Escalante     | Mónica                        |                       | Secundaria             |
| José Astorga            | Pedro Alonso                  |                       | Secundario             |
| Nicolas Krinis          | Bruno                         |                       | Secundario             |
| Ela Velden              | Flavia                        |                       | Secundaria             |
| Julieta Grajales        | Bibi                          |                       | Secundaria             |

## Música

### Primera temporada
El tema principal de Niñas mal, «Lolita», es interpretado por la actriz y cantante mexicana Belinda, que forma parte de su álbum Carpe Diem, cuyo video grabó en Colombia junto a las protagonistas de la telenovela.
Durante la primera temporada de la telenovela se utilizaron más de 100 temas a lo largo de los episodios, la mayoría de artistas latinoamericanos, como: Wanessa (Brasil), 424 (Costa Rica),  Adammo, Alerta Rocket, Jhovan Tomasevich (Perú), Agustín Almeyda, Babasónicos, Capri (Argentina), Angele Phase, D-formes, Don Tetto, El Sie7e, El Sin Sentido, Manuela Mejía, The Mills, V for Volume, Mónica Albán (Colombia), Belinda, Hello Seahorse!, Pasaporte, Paty Cantú, Porcelana, Suárez, Pambo (México), Chucknorris, Ulises Hadjis (Venezuela), Dënver, Funkattack, Pícnic Kibún, S.I.A., Tréboles, Tronic (Chile), Fukzia (Paraguay), Bojibian, Matt Dahan (Estados Unidos), National Airlines (Australia) y Oh My! (Suecia), entre otros.

### Segunda temporada
El tema musical de la segunda temporada es la canción, «Agüita», interpretado por la actriz y cantante mexicana, Danna Paola, tema que pertenece a la reedición de su álbum homónimo (2013). En el video musical de la canción, junto a Danna Paola, aparecen las protagonistas de la segunda temporada de la serie.
Durante la segunda temporada de la telenovela se utilizaron nuevamente temas a lo largo de los episodios, la mayoría de artistas latinoamericanos, como: Danna Paola y por segunda ocasión la banda de rock alternativo Hello Seahorse! (México), Illya Kuryaki and the Valderramas (Argentina), Icaro del Sol (Chile), Las Amigas de Nadie (Perú), Mariana Vega (Venezuela), Natalia Kills (Inglaterra), Mauricio Rivera, Riva (Colombia), Isabella Castillo (Cuba), MS MR (Estados Unidos) entre otros.

## Recepción

### Rating
- IMDb

### Crítica
IMDb Califica a la primera temporada de 'Niñas mal' con un rating de 7,3 estrellas de 10. [cita requerida]

### Audiencia
La telenovela marca un hit en la historia de producción del canal, ya que es la primera telenovela de MTV e igualmente la primera en ser grabada en Latinoamérica, específicamente en Colombia, y tuvo altos niveles de audiencia nacionales e internacionales. Además fue catalogada como la serie más vista del 2010 en Latinoamérica.

## Premios y nominaciones

### Premios TVyNovelas Colombia
| Año  | Categoría                                     | Resultado |
| ---- | --------------------------------------------- | --------- |
| 2011 | Producción Nacional Favorita para el Exterior | Nominada  |

### Premios Shock
| Año  | Categoría                                  | Resultado |
| ---- | ------------------------------------------ | --------- |
| 2011 | Mejor Música en una Película o Serie de TV | Nominada  |